# Wrotkarstwo artystyczne na World Games 2013
Zawody wrotkarstwa artystycznego podczas World Games 2013 odbyły się w dniach 26 - 27 lipca w Cali, w Kolumbii.

## Uczestnicy
| - Argentyna - Australia - Brazylia - Francja - Indie - Japonia | - Kolumbia - Niemcy - Słowenia - Szwajcaria - Stany Zjednoczone - Włochy |

## Medaliści
| Konkurencja              | Złoto                            | Srebro                                    | Brąz                         |
| Konkurs dowolny mężczyzn | Marcel Sturmer                   | Markus Lell                               | Andrea Aracu                 |
| Konkurs dowolny kobiet   | Debora Sbei                      | Lucija Milnaric                           | Nataly Otalora               |
| Konkurs par              | Danilo Decembrini Sara Venerucci | Javier Luis Anzil Florencia Mariel Moyano | Daniele Ragazzi Giulia Merli |
| Konkurs drużynowy        | Włochy                           | Włochy                                    | Kolumbia                     |

## Klasyfikacja medalowa
| Nr | Państwo   | Złoto | Srebro | Brąz | Razem |
| 1  | Włochy    | 3     | 1      | 2    | 6     |
| 2  | Brazylia  | 1     | 0      | 0    | 1     |
| 3  | Niemcy    | 0     | 1      | 0    | 1     |
| 3  | Argentyna | 0     | 1      | 0    | 1     |
| 3  | Słowenia  | 0     | 1      | 0    | 1     |
| 6  | Kolumbia  | 0     | 0      | 2    | 2     |